# Sztuka nowych mediów

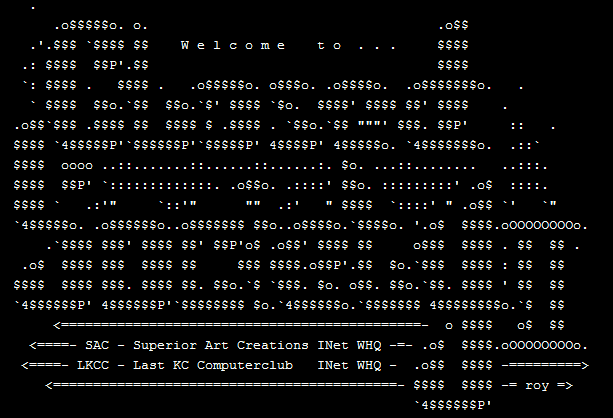
Zrzut ekranu ASSII Newskoola z napisem Closed Society II

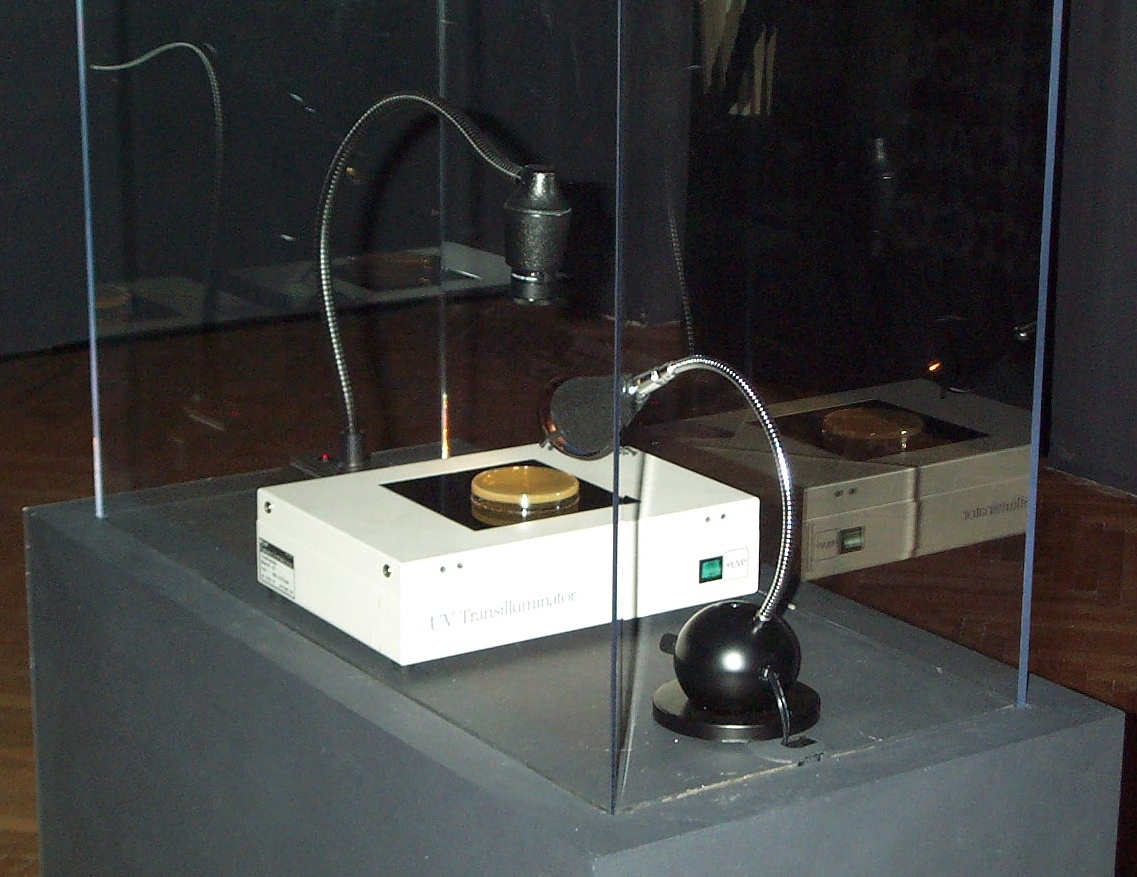
Instalacja Eduardo Kaca Genesis Ars Electronica 1999

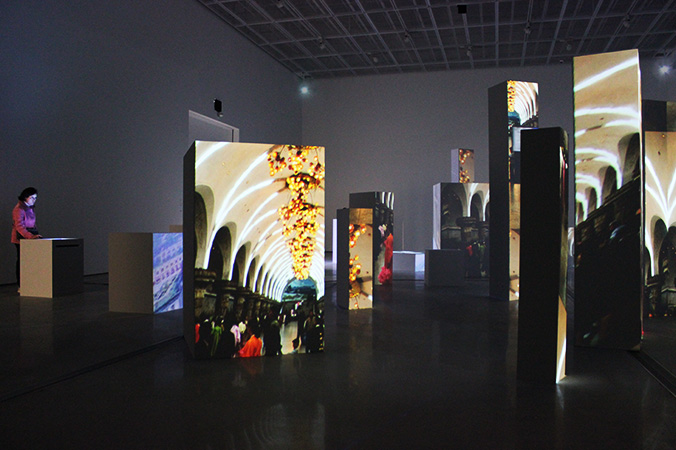
10 000 ruchomych miast, Marc Lee, 2013, Narodowe Muzeum Sztuki Nowoczesnej i Współczesnej Seul, Korea

Sztuka nowych mediów – rodzaj sztuki, w ramach której dzieła tworzone są przy użyciu technologii nowych mediów w tym: sztuki cyfrowej, grafiki komputerowej, animacji komputerowej, sztuki wirtualnej, sztuki internetu, sztuki interaktywnej, gier wideo, robotyki, druku 3D, cyborg art i sztuki jako biotechnologii. Termin różni się ze względu na powstałe w jego obrębie obiekty kulturowe i wydarzenia społeczne, które można postrzegać jako sprzeciw do tych wywodzących się z dawnych sztuk wizualnych (tj. tradycyjnego malarstwa, rzeźby itp.). Nacisk na medium jest kluczową cechą sztuki współczesnej i tym samym wiele szkół artystycznych i uniwersytetów oferuje obecnie kierunki studiów związane z nowymi mediami. Sztuka nowych mediów często wymaga interakcji między artystą a odbiorcą lub między odbiorcą a dziełami sztuki, które mają umiejętność reakcji na widza. Jednak, jak zauważyło wielu teoretyków i kuratorów, takie formy interakcji, wymiany społecznej, uczestnictwa i przekształceń nie wyróżniają sztuki nowych mediów spośród nurtów sztuki współczesnej, ale raczej służą jako wspólna podstawa. Takie spostrzeżenia kładą nacisk na różne odmiany praktyki kulturowej, których pojawianie się jest związane z nowo powstającymi platformami technologicznymi, a także kwestionują koncentrowanie się na mediach jako takich.
Wiele obaw związanych z nowymi mediami dotyczy: telekomunikacji, środków masowego przekazu, cyfrowych i elektronicznych sposobów dostarczania dzieł sztuki, praktyk dotyczących dzieł od koncepcyjnych do wirtualnych oraz spektaklu aż po instalację.
Najstarszym i najważniejszym polskim przeglądem sztuki nowych mediów jest Biennale Sztuki Mediów WRO, organizowane od 1989 r. przez Fundację WRO Centrum Sztuki Mediów / Centrum Sztuki WRO we Wrocławiu.